# Mos gallicus
Der mos gallicus (lat.: die gallische/französische Sitte/Gewohnheit) ist eine kritische Methode des juristischen Humanismus der frühen Neuzeit. Quellen und Untersuchungsgegenstände waren die überlieferten Rechtsbücher des Corpus iuris civilis und des Corpus iuris canonici. Diese waren seit dem Mittelalter von den  Glossatoren und später den Kommentatoren sowie den kirchenrechtlichen Dekretisten und Dekretalisten bearbeitet worden. Die Textkritik baut auf festgestellten Korruptelen auf. Auch die beiden spätantiken  Kodifikationen selbst wurden textkritisch geprüft, da sich Widersprüche zu älteren Rechtsbestimmungen, vornehmlich den Texten der klassischen Jurisprudenz, auftaten. Die Methode hatte sich der „Wiederherstellung“ des originären römischen Rechts verschrieben.
Der mos gallicus korrespondierte mit dem Renaissance-Humanismus und verstand sich als Bildungsreform. Die in Deutschland als „humanistische Jurisprudenz“ bekannte und bezeichnete Bewegung – Teil der Renaissance – stand dem Vorbild der Antike nah. In epochaler Hinsicht stand der mos gallicus zwischen dem französischen Humanismus und dem deutschen usus modernus pandectarum, bestimmte so das rechtswissenschaftliche Wirken zwischen dem 16. und 18. Jahrhundert mit.

## Humanistische Einflüsse
Als Begründer dieser Ausrichtung gelten Guillaume Budé (1468–1540), Andreas Alciatus (1492–1550) und für Deutschland Ulrich Zasius (1461–1535). Weitere Vertreter des mos gallicus sind Jacques Cujas (1522–1590), Donellus (1527–1591), Dionysius Gothofredus (1549–1622), Antoine Favre (1557–1624), Iacobus Gothofredus (1587–1652), und später in den Niederlanden Gerhard Noodt (1647–1725), Arnold Vinnius (1588–1657), sowie Johannes Voet (1647–1713). In den Niederlanden wird auch von der „holländischen“ beziehungsweise „eleganten Jurisprudenz“ gesprochen.
Im Mittelalter war man an überzeitlichen Wahrheiten interessiert. In der frühen Neuzeit begann man, sich wieder für vergangene Zeiten, insbesondere für die griechisch-römische Antike zu interessieren. Dies bedeutete, dass die Rechtswissenschaft sich von den Glossatoren und Kommentatoren abwandte, da diese durch ihre Glossen und Auslegungen den vorurteilsfreien Blick auf die römischen Rechtsquellen verstellt hatten. Die Humanisten betrieben deshalb genauere Sprachstudien, als dies im Hochmittelalter der Fall gewesen war. Insbesondere bemühte man sich nun um eine korrekte Verwendung der lateinischen Sprache, auch lernte und nutzte man wieder die griechische Sprache.

## Kritik ammos italicus
Im Mittelalter und in der beginnenden Frühen Neuzeit wurde an den Universitäten in der mittelalterlichen Tradition das Recht nach Sitte der Italiener (mos italicus) gelehrt.
Juristen, die der neu entstandenen wissenschaftlichen Richtung des Humanismus angehörten, entdeckten nun, dass das an den Universitäten gelehrte Corpus iuris civilis (CIC) bisher von den Vertretern des mos italicus sprachlich unzureichend bearbeitet worden war. Außerdem entdeckte man, dass die in der damaligen Rechtswissenschaft gebräuchlichen Gesetzestexte nicht mit den originalen antiken Gesetzestexten übereinstimmen. Die gebräuchlichen Gesetzestexte stammten von in Teilen mit Fehlern behafteten Abschriften des antiken Originals, der Littera Florentina. Insbesondere Cujas und Favre machten sich um die Analyse der sich auf die Digesten beziehenden Handschriften verdient.
Aufgrund ihrer sprachlichen Schulung, stellten die humanistischen Juristen fest, dass die Rechtstexte des CIC nicht einheitlich waren und sich in Textstufen (verschiedene Entstehungszeiten) aufbauten, was Rechtsentwicklungen nahelegte. Auch hatte Kaiser Justinian I. manche der klassischen Rechtstexte bei der Schaffung des CIC überarbeiten lassen. Diese Überarbeitungen der Juristen der kaiserlichen Kanzleien waren häufig nicht geglückt. Außerdem fand man weitere original-antike Schriften, deren Heranziehung die Veränderungen im Laufe der Zeit zu Tage treten ließen. Die von den Juristen des mos italicus vertretene These, dass es sich um ein ahistorisches, widerspruchsfreies Recht handle, konnte nicht aufrechterhalten werden, denn ihren Vertretern wurde tatsächlich lediglich fehlendes geschichtliches Bewusstsein unterstellt. Zudem erkannte man, dass der scholastisch geprägte und damit sehr spitzfindig operierende mos italicus stark auf die Rechtspraxis ausgerichtet war und damit von einigen Regeln des CIC willkürlich abwich. Auch diese Rechtsabweichungen kritisierten die humanistischen Juristen.

## mos gallicus
Auf der Grundlage dieser Kritik, die vornehmlich französische Rechtswissenschaftler vorbrachten, begann man, an das Recht des CIC anders heranzutreten, unter Einbezug der Kritik am mos italicus. Man bemühte sich um die Wiederherstellung des antiken Originaltextes und versuchte, die Überarbeitungen der justinianischen Gesetzgebungskommission zu finden. Zudem wollte man das antike römische Recht wieder aus sich heraus begreifen, unabhängig von seiner rechtspraktischen Anwendbarkeit. Der humanistischen Jurisprudenz ging es allgemein weniger um die zeitgenössische Rechtspraxis, womit sie sich in einen Gegensatz zum im 17. Jahrhundert in Deutschland entstehenden usus modernus setzte, dem es gerade darum ging.
All diese Ziele der humanistischen Juristen setzten sie in wissenschaftlichen Gegensatz zu den Vertretern des mos italicus. Da der mos italicus auch weiter an den Universitäten gelehrt wurde, entstanden so zwei unterschiedliche wissenschaftliche Linien, wie das CIC wissenschaftlich bearbeitet werden konnte. Der mos gallicus war vor allem in Frankreich führend (wo er entstanden war), der mos italicus vor allem in Italien, aber auch in Deutschland.
Neuere Forschungen zeigen für das Reichskammergericht ein unterschiedliches Bild. Es gab Richter am Reichskammergericht, die ganz auf der Grundlage des mos italicus argumentierten und arbeiteten, so zum Beispiel der Richter Mathias Alber (RKG: 1532–1533). Andere Richter, wie Viglius van Aytta (RKG: 1535–1537), beachteten hingegen den mos gallicus.